# Kościół św. Bartłomieja w Ostrawie
Kościół św. Bartłomieja w Ostrawie (czes. Kostel svatého Bartoloměje v Ostravě) – katolicka świątynia parafialna zlokalizowana w Novej Vsi (obwodzie miejskim Ostrawy) w Czechach. Powstał jako drugi kościół w mieście.

## Historia
Pierwszą kaplicę w tym miejscu (rejon brodu na Odrze) wystawił ostrawski proboszcz Řehoř w 1443. Z końcem XVI wieku kaplica ta została zburzona, a na jej miejscu wzniesiono nową, gotycką budowlę, do której w XVIII wieku dostawiono barokową nawę. Kaplica stała się wówczas prezbiterium nowego kościoła.
W początku XIX wieku był w tak złym stanie technicznym, że arcybiskup ołomuniecki rozważał jego rozbiórkę. Dzięki dobrowolnym zbiórkom kościół mógł zostać jednak wówczas wyremontowany. Przeszedł renowację po II wojnie światowej i po powodzi w 1997.
19 listopada 1975 obiekt wpisano do rejestru zabytków pod numerem 8-2447. W początku XXI wieku obiekt odnowiono.

## Architektura
Świątynia jest jednonawową budowlą, o prostokątnej nawie i płaskim stropie. Główna fasada zawiera wejście i jedno okno i jest zwieńczona trójkątnym szczytem z wolim okiem.

## Wnętrze
W głównym ołtarzu stoi rzeźba św. Bartłomieja. Obok ołtarza umieszczono herb prościejowskiego kanonika Františka Ondřeja z Mandorfu (XVII wiek). W ołtarzu znajduje się od XIX wieku obraz Ukrzyżowanie, który stworzył ostrawski malarz Jiří Milotský w 1639. Boczne ołtarze zadedykowane są św. Barbarze i Matce Boskiej Częstochowskiej.

## Galeria

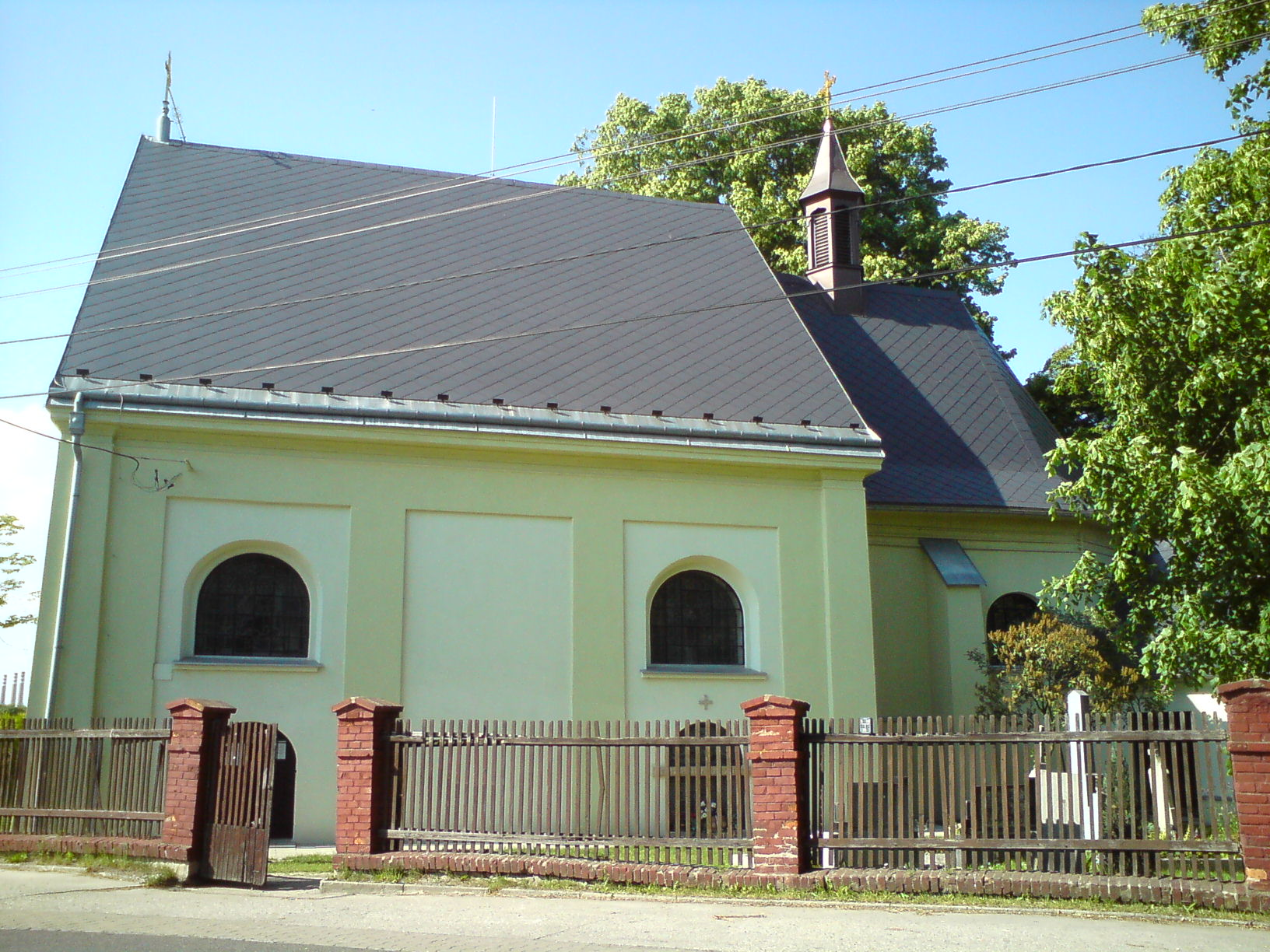
Fasada boczna
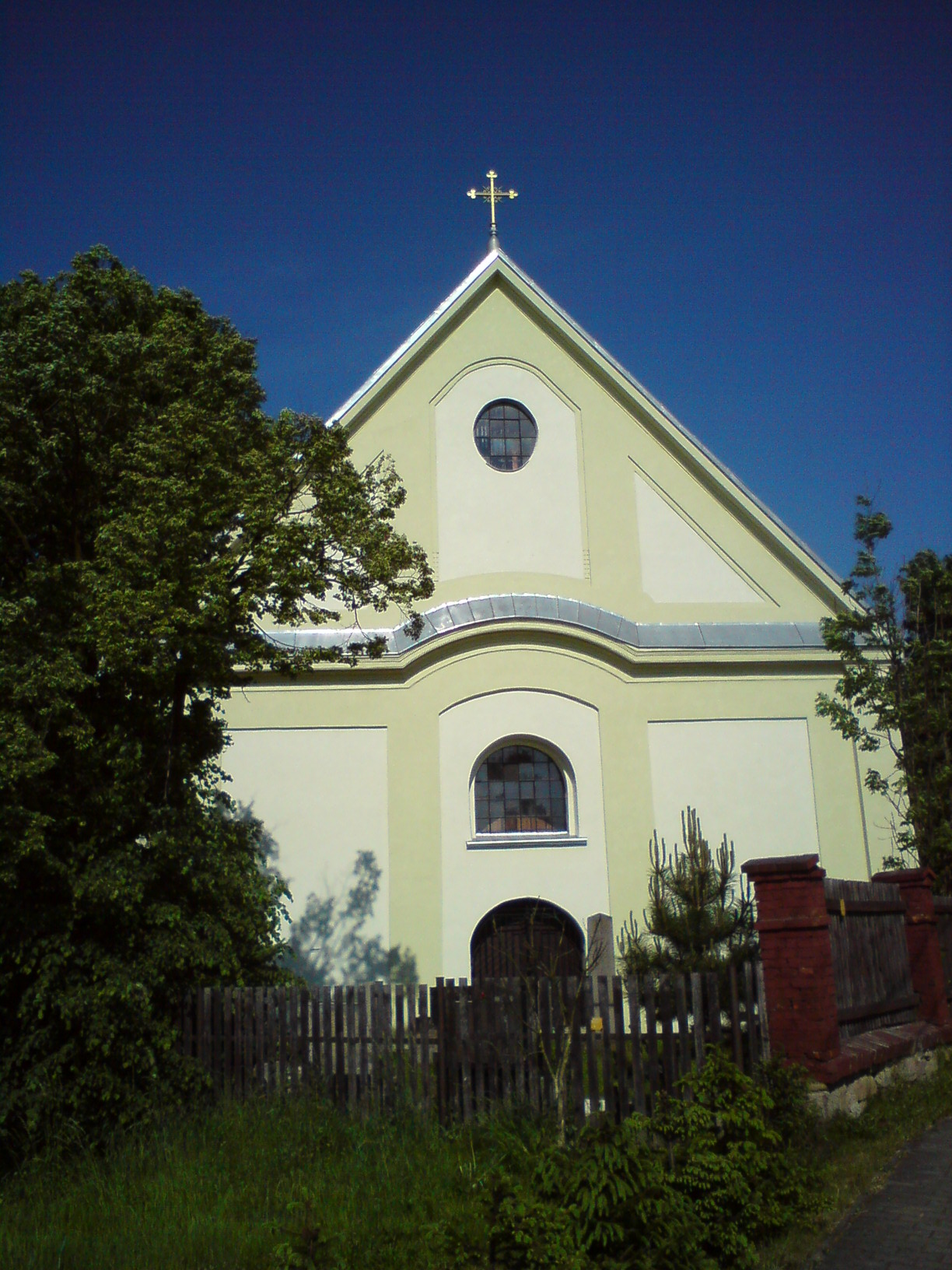
Fasada główna
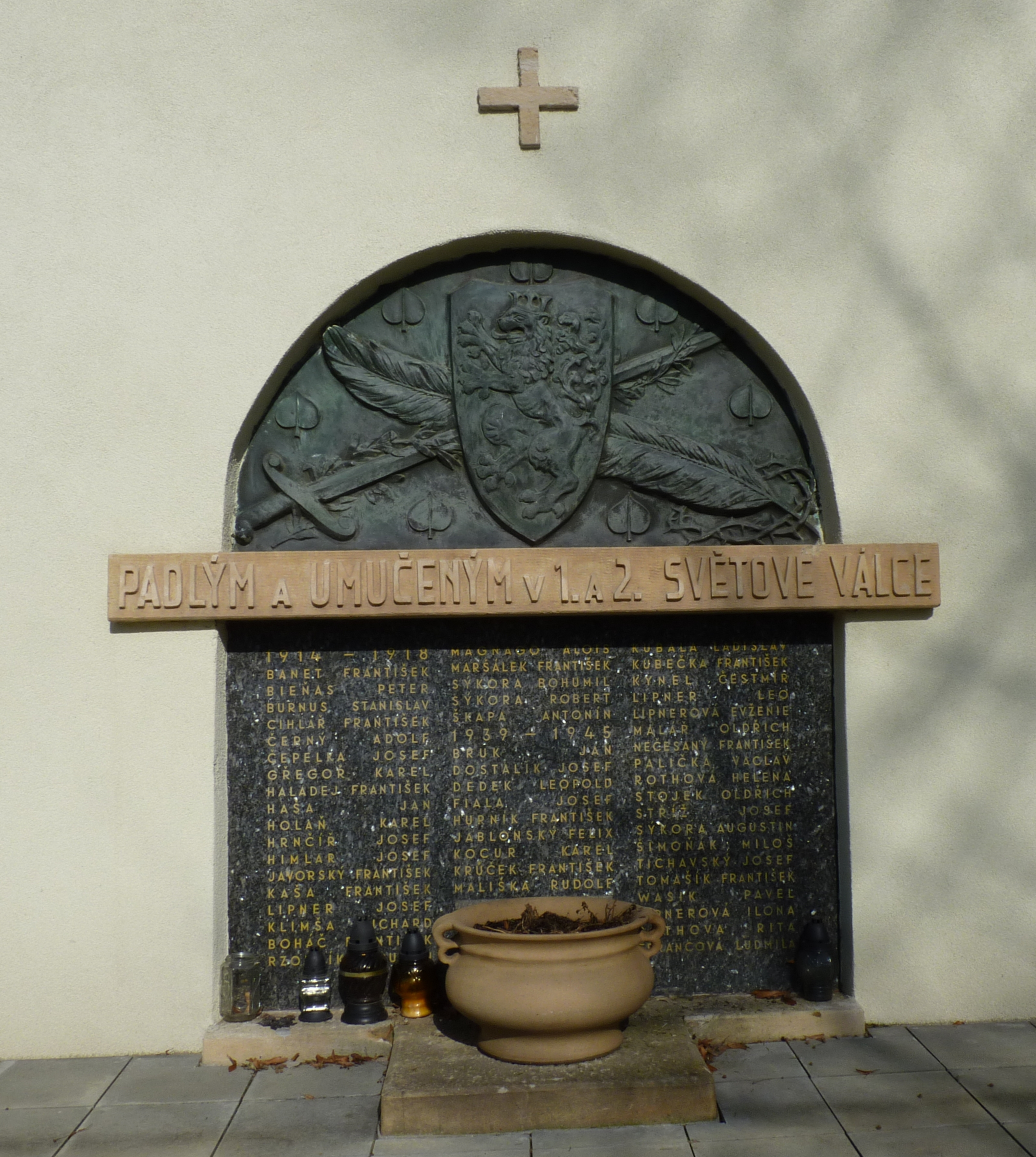
Tablica ofiar wojen